# 혈소판

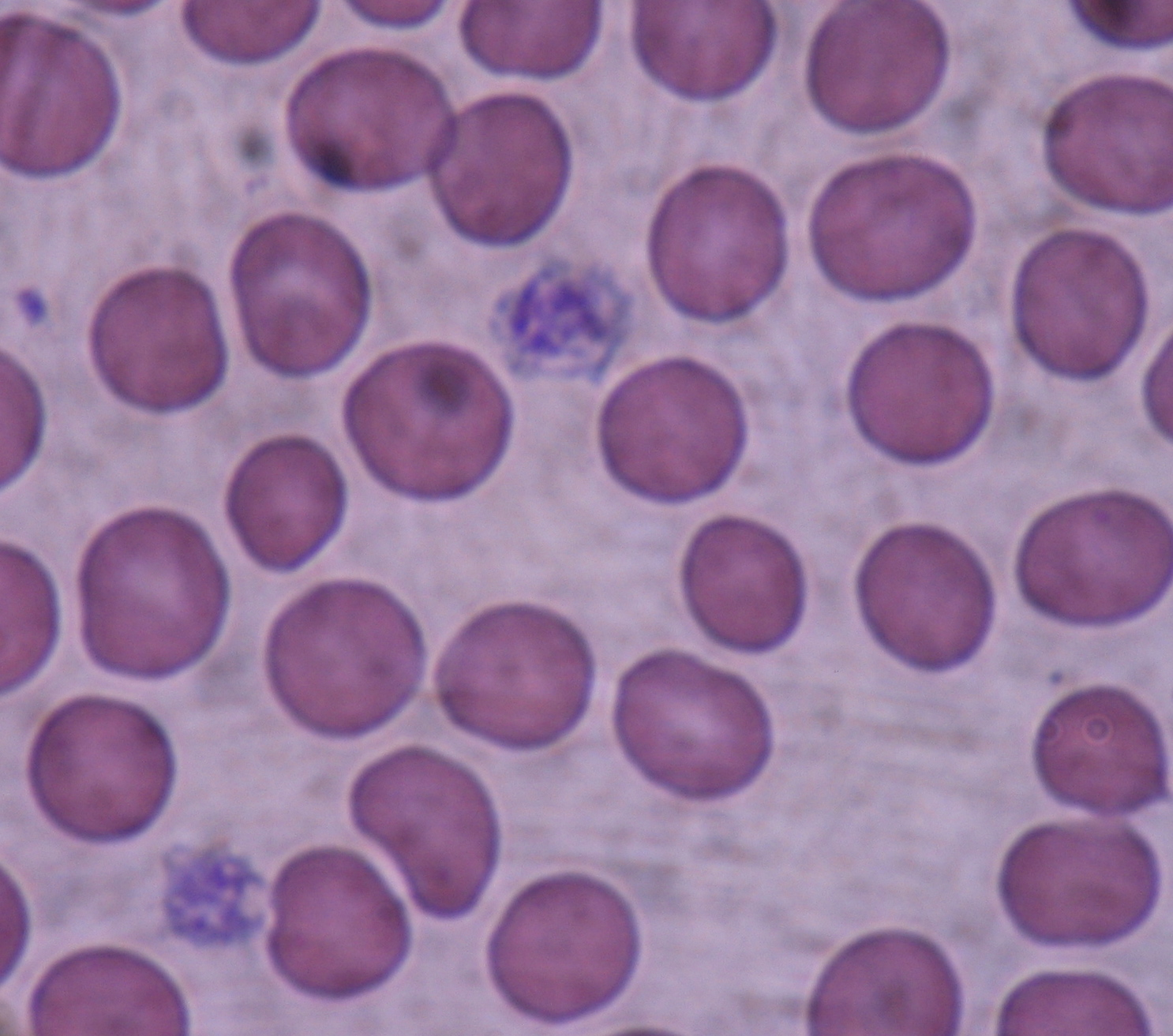
중앙 위쪽에 있는 것이 거대 혈소판이다. 좌측 귀퉁이에 보이는 조그마한 점같이 보이는 물체가 정상 혈소판이다.

혈소판(血小板, platelet, thrombocyte)은 피가 나오지 못하도록 섬유소를 묶어서 그물 같은 응혈을 만들어서 혈액 응고에 중요한 역할을 하는 고형 성분의 하나이다. 골수 안에 있는 거핵 세포의 세포질이 찢어져 혈액 속에 나온 것이며, 1개의 거핵세포가 약 400~8000개 정도 생성한다. 따라서 핵은 없으며, 크기는 0.5-2.5μm정도이며 혈액 1L당 약 150~370×109개 정도 가지고 있다. 이 수량이 모두 혈액에 존재하는 것은 아니고, 전체의 1/3정도는 비장에 체류하고 있으며, 나머지만 혈액을 순환하고 있다. 평균 수명은 약 7~11일 정도 된다. 일반 성인은 하루에 혈소판을 체중 1kg 당 약 20억 개를 생성한다.

## 역사
1841년, 조지 걸리버는 조지프 잭슨 리스터가 1830년에 발명한 2개의 렌즈(혼합) 현미경을 이용하여 혈소판의 그림을 그렸다.

## 같이 보기
- 사람 세포 유형 목록

## 참고 문헌
- 기본 혈액학, 권현영 외 26명, 범문에듀케이션 (2006)